# 스티븐 윌리엄스 (배우)
스티븐 윌리엄스(Steven Williams, 1949년 1월 7일 ~ )는 미국의 배우이다.

## 출연 작품
- 에메랄드 런 (2017)
- 그것 (2017)
- 스테이크 랜드 2 (2016)
- 더 트러스트 (2016)
- 마이 페이버릿 파이브 (2015)
- 크루 (2014)
- 22 점프 스트리트 (2014)
- 크리스마스 트위스터 (2012)
- Kings of the Evening (2008)
- 리차드 3세 (2008)
- 어드벤처 오브 파워 (2008)
- 포페이트 (2007)
- 섹슈얼 라이프 (2004, Sexual Life)
- Crimson Force (2005)
- 가딩 에디 (2004)
- 다크 울프 (2003)
- 나이트 클래스 (2001)
- 루트 666 (2001)
- 엘리트 (2001)
- 파이어트랩 (2001)
- 캐시와 번즈 (1999)
- LA 히트 (1999)
- 죽음의 혈투 7 (1995)
- 심야의 도망자 (1994)
- 라스트 프라이데이 (1993)
- 리벌버 (1992)
- 질풍의 블랙잭 (1991)
- 금지된 춤 (1990)
- 아이큐 1000의 사나이 (1986)
- 화려한 경쟁자 (1986)
- 하우스 (1986)
- 대특명 2 (1985)
- 작은 사랑의 기적 (1985)
- 환상 특급 (1983)
- 블루스 브라더스 (1980)

### 텔레비전
- 해저드 마을의 듀크 가족 (1982-83)
- 댈러스 (1983)
- 맨하탄의 사나이 (1985)
- 21 점프 스트리트 (1987-91)
- 닥터 퀸 (1994)
- 레니게이드 (1994)